# Cenolia benhami
Cenolia benhami är en sjöliljeart som först beskrevs av A.H. Clark 1916.  Cenolia benhami ingår i släktet Cenolia och familjen Comasteridae. Inga underarter finns listade i Catalogue of Life.